# Exercicio quotidiano
L'Exercicio quotidiano (termine in antico spagnolo per "esercizio quotidiano"; equivalente moderno: Ejercicio cotidiano; pronunciato exerˈsisjo kotiˈðjano) è un manoscritto religioso cristiano in lingua nahuatl, composto da meditazioni giornaliere con passaggi in latino presi dal Nuovo Testamento.
Il manoscritto fu originariamente scritto nel 1574, e per molto tempo è stato attribuito al missionario francescano Bernardino de Sahagún, ma oggi si tende a escludere tale ipotesi dato che all'epoca egli aveva sviluppato già un tremore che gli rendeva impossibile scrivere. L'esistente manoscritto dell'Exercicio, attualmente conservato presso la Newberry Library, Chicago, Illinois, non è l'originale ma una copia fatta nel XVII secolo dallo scriba Nahua Chimalpahin, il quale alterò in qualche modo il testo.
L'Exercicio è stato tradotto in spagnolo ed in inglese da Arthur James Outram Anderson. La versione spagnola fu pubblicata nel 1993 all'interno di Adiciones, apéndice a la postilla y ejercicio cotidiano (ISBN 968-36-2364-6), mentre quella in inglese fu pubblicata nel 1997 all'interno del secondo volume del Codex Chimalpahin (ISBN 0-8061-2950-6).